# Misfits Gaming
Misfits Gaming Group – zawodowa drużyna e-sportowa, z siedzibą w Boca Raton w południowej Florydzie. Składa się z sekcji rywalizujących w: League of Legends, Overwatch i Call of Duty. Posiadali również sekcje CS:GO, Fortnite i Super Smash Bros. Organizacja została założona w maju 2016 roku, przez Bena Spoonta we współpracy z fundatorami Syfy Channel Laurie Silvers i Mitchem Rubensteinem. Oprócz tego jest współwłaścicielem Miami Heat, Orlando Magic, Cleveland Browns i Columbus Crew SC.

## League of Legends

### Misfits Gaming
Pierwszą założona drużyna przez organizację było Misfits, które wykupiło skład Renegades:Banditos – siostrzaną drużynę amerykańskich LA Renegades, założoną przez Chrisa Badawiego. 18 maja 2016 r. skład Barney „Alphari” Morris, Kim „Wisdom” Tae-wan, Marcin „Selfie” Wolski, Florent „Yuuki60” Soler, Han „Dreams” Min-kook został pierwotnym składem, który miał walczyć o miejsce w najważniejszym turnieju e-sportowym w Europie, European League of Legends Championship Series (EU LCS). W tym celu zatrzymano również trenera Syeda Hussaina „Moose” Moosviego oraz menadżera Ali „Alicusa” Sabę. Wygrali majowe kwalifikacje do European Chellenger Series Summer 2016, a następnie zakupiono rezerwowych do drużyny oraz wymieniono Yuukiego60 na pozycji strzelca na uzdolnionego Stevena „Hans sama” Liv, oraz zakupiono nowego wspierającego Lee „IgNara” Dong-geun. Nowym składem wygrano sezon regularny z wynikiem 9-1, oraz 13 punktami, a następnie w fazie pucharowej pokonali francuskie Millenium 3-0, awansując do turnieju promocyjnego do EU LCS. W nim zajęli trzecie miejsce, pokonując 3-1 niemiecką drużynę FC Shalke 04. Na przełomie listopada i grudnia zaktualizowano roster o nowego leśnika Lee „KaKAO” Byung-kwona i środkowego Tristana „PowerOfEvil” Schrage, drużynę opuścili Wisdom, Selfie i Dreams.
W wiosennym sezonie 2017 uplasowali się na drugim miejscu w grupie A z wynikiem 8-4. W fazie pucharowej zajęli czwarte miejsce, przygrywając z Fnatic mecz o trzecią pozycję 3-0. Nubar „Maxlore” Sarafian zastąpił KaKAO na pozycji leśnika. W letnim sezonie zmienili nazwę drużyny na Misfits Gaming, oraz zajęli trzecie miejsce w grupie A z wynikiem 6-7, a w fazie pucharowej ulegli w finale G2 Esport, z wynikiem 3-0. Dzięki zdobytej ilości punktów mistrzowskich, drużyna udała się na Mistrzostwa Świata 2017, gdzie zajęli drugie miejsce w grupie D z wynikiem 3-3, jednakże w ćwierćfinale trafili na trzykrotnego mistrza świata i faworyta turnieju, koreańską drużynę SK Telecom T1 i przegrali 2-3. W okresie transferowym PowerOfEvil został wymieniony na Chresa „Sencux'a" (obecnie "Chresa”) Laursena, IgNar na Mihaela „Mikyxa” Mehle.
W wiosennym sezonie 2018 zajęli ex æquo piąte miejsce z wynikiem 8-10, jednakże nie dostali się do fazy pucharowej, ze względu na wyniki meczów z tymi drużynami. W letnim sezonie zajęli ponownie piąte miejsce z wynikiem 11-7, przegrywając w półfinale fazy pucharowej z tryumfatorem turnieju, Fnatic z wynikiem 1-3.
W 2019 zostali włączeni w program franczyzowy nowej ligi, League of Legends European Championship (LEC). Wymieniono roster drużyny i oparto ją na strzelcu Hansu samie. Paul „SOAZ” Boyer zastąpił na górze Alphariego, Fabian „FEBIVEN” Diepstraten zastąpił środkowego Chresa, a Kang „GorillA” Beom-hyun wspierającego Mikyxa. Zmiany na doświadczonych zawodników nie przyniosły oczekiwanych skutków, ponieważ Misfits w inauguracyjnym sezonie wiosennym 2019, zajęli ósme miejsce z wynikiem 8-10, nie uzyskując promocji do fazy pucharowej. W sezonie letnim, często wymieniali zawodników pomiędzy francuską akademią, a drużyną regularną licząc na polepszenie sytuacji, ostatecznie zajmując dziewiąte miejsce z wynikiem 6-12. Wobec braku sukcesów, większość zawodników opuściła Misfits, a nowy składu został oparty na środkowym Febivenie.
W wiosennym sezonie 2020, skład Danny „Dan Dan” Le Comte, Iván „Razork” Martín Díaz, Febiven, Ju „Bvoy” Yeong-hoon oraz Petr „denyk” Haramach, zajął piąte miejsce z wynikiem 10-8, oraz szóste miejsce w fazie pucharowej, przegrywając swój pierwszy mecz z Rouge 1-3. W sezonie letnim, Koreańczyka na pozycji strzelca zamienił Kasper „Kobbe” Kobberup. Zajęli ósme miejsce z wynikiem 7-11, nie kwalifikując się do fazy pucharowej. W okresie transferowym ponownie zmieniono większość składu.
W wiosennym sezonie 2021, drużyna w składzie Shin „HiRit” Tae-min, Razork, Vincent „Vetheo” Berrié, Kasper „Kobbe” Kobberup, denyk (później wymieniony na Oskara "Vandera" Bogdana) zajął siódme miejsce, ocierając się o fazę pucharową. W sezonie letnim drużyna zajęła czwarte z wynikiem 12-6 i zakwalifikowała się do fazy pucharowej. W pierwszej rundzie wyższej drabinki przegrali 2-3 z Rogue ocierając się o miejsce na Mistrzostwach Świata, drugą szansę utracili po przegranej 2-3 w niższej drabince z Fnatic. Ostatecznie w fazie pucharowej zajęli piąte miejsce.
Wiosenny sezon 2022, drużyna Misfits Gaming rozpoczęła w składzie: Shin „HIRIT” Tae-min, Lucjan „Shlatan” Ahmad, Vincent „Vetheo” Berrié, Matúš „Neon” Jakubčík oraz Mertai „Mersa” Sari. W sezonie regularnym zajęli trzecie miejsce z wynikiem 12-6. W fazie pucharowej przegrali pierwszy mecz 1-3 z Rogue, a następnie drugi w niższej drabince 0-3 przeciwko G2 Esports.  Przed rozpoczęciem sezonu letniego, z powodów osobistych drużynę opuścił górny drużyny HIRIT, a do drużyny dołączył zawodnik akademii - Joel „Irrelevant” Miro Scharoll. Pod koniec sezonu regularnego organizacja poinformowała o sprzedaży miejsca w LEC hiszpańskiej organizacji Team Heretics. Według różnych szacunków, Hiszpanie mieli zapłacić od 34 mln do nawet 50 mln dolarów.  

### Misfits Premier
W 2019 wraz z nowym systemem franczyzowym, utworzono akademię o nazwie Misfits Premier, która gra w drugiej lidze europejskiego League of Legends, European Masters oraz w lidze francuskiej (LFL). W kwietniu 2019 wygrała inauguracyjny turniej European Masters pokonując akademię SK Gaming Prime 3-0. W październiku 2020 drużyna akademii wygrała mistrzostwa Francji, pokonując GamersOrigin 3-0. 
W marcu 2021 zajęli drugie miejsce w finale ligi francuskiej, ustępując Karmine Corp. Na European Masters zostali wyeliminowani w ćwierćfinale przez brytyjską drużynę BT Excel. Drużyna z czworgiem Polaków w składzie (Aggresivo, Shlatan, Woolite, Jacktroll) zajęła trzecie miejsce w sezonie regularnym, a następnie wygrała fazę pucharową sezonu. Podczas EU Masters ulegli w półfinale brytyjskiej formacji Fnatic Rising. W październiku drużyna pokonała Karmine Corp w finale podsumowującym sezon 2021, uzyskując po raz drugi tytuł Mistrza Francji. 
Sezon wiosenny 2022 drużyna w osłabionym składzie, skończyła na piątym miejscu, nie klasyfikując się do turnieju EU Masters. Identycznie zakończył się sezon letni. W momencie rozwiązania zespołu głównego, rozwiązano także drużynę akademii. Ich miejsce w LFL zajęła organizacja Aegis.  

### Wyniki
- Misfits Gaming
  - 1 miejsce - EU Championship Series Lato 2016
  - 2 miejsce - EU LCS Summer Playoffs 2017
  - 4 miejsce EU LCS 2018 Summer Playoffs, EU LCS 2017 Spring Playoffs, LEC 2022 Spring Playoffs
  - 5 miejsce - LEC Summer Playoffs 2021
  - 5-8 miejsce Mistrzostwa Świata 2017
- Misfits Premier
  - 1 miejsce - European Masters 2019 Spring Main Event
  - 1 miejsce - LFL Summer Playoffs 2021
  - 1 miejsce - LFL 2020 Finals, LFL 2021 Finals
  - 2 miejsce - LFL 2019 Finals
  - 3-4 miejsce - European Masters 2021 Summer
  - 5-8 miejsce - European Masters 2020 Summer, European Masters 2021 Spring

## Overwatch
Zespół Florida Mayhem został założony w 2018 roku i od razu dołączył do Overwatch League jako jedna z 12 drużyn na sezon inauguracyjny 2018. Pierwotnie z Los Angeles, zespół przeniósł się na Południową Florydę, kiedy liga rozszerzyła się w 2019 roku. Rywalizują w Atlantic South Division.

Logo drużyny Florida Mayhem

Skład Florida Mayhem
| Rola    | Kraj             | Pseudonim | Imię i nazwisko |
| DPS     | Korea Południowa | BQB       | Lee Sang-bum    |
| Tank    | Korea Południowa | Fate      | Koo Pan-seung   |
| Tank    | Korea Południowa | Gargoyle  | Beomjun Lee     |
| DPS     | Korea Południowa | Yaki      | Junki Kim       |
| Support | Korea Południowa | Gangamjin | Namjin Kang     |

## Call of Duty
W 2020 roku Florida Mutineers dołączyli do nowej franczyzowej ligi Call of Duty jako jedna z pierwszych 12 drużyn w lidze. Mają również siedzibę w biurze MGG w południowej Florydzie.
Skład Florida Multineers
| Kraj              | Pseudonim | Imię i nazwisko |
| Stany Zjednoczone | Havok     | Colt McLendon   |
| Stany Zjednoczone | Skyz      | Cesar Bueno     |
| Stany Zjednoczone | Neptune   | Travis McCloud  |
| Stany Zjednoczone | Owakening | Joseph Conley   |
| Stany Zjednoczone | Slacked   | Josiah Berry    |